# 秋田県道321号上桧木内玉川線
秋田県道321号上桧木内玉川線（あきたけんどう321ごう かみひのきないたまがわせん）は、秋田県仙北市を通る一般県道である。

## 概要
仙北市西木町の上桧木内集落から玉川ダム（宝仙湖）へ向かう路線である。
上桧木内周辺の集落から、玉川ダム（国道341号）方面への迂回路はなく、また当道路の半分程度は未改良区間で、道幅が狭い箇所がある。

### 路線データ
- 総延長 : 7.317 km[2]
- 実延長 : 7.317 km[2]
- 起点 : 秋田県仙北市西木町上桧木内字野田108番1（国道105号交点）[3]北緯39度48分26.77秒 東経140度35分12.23秒
- 終点 : 秋田県仙北市田沢湖玉川字下水無40番26（国道341号交点）[3]北緯39度50分25.12秒 東経140度38分6.78秒
- 未供用区間 : なし[2]

## 歴史
- 1995年（平成7年）4月1日 - 秋田県道に認定される[3]。

## 路線状況

### 冬季閉鎖区間
- 区間 : 仙北市西木町比内沢 - 仙北市田沢湖玉川[4]
- 期日 : 11月中旬 - 翌年春[5]

### 通行不能区間
- なし[6]

## 地理

### 交差する道路
| 施設名 | 接続路線名 | 備考 | 所在地                     |
| ------ | ---------- | ---- | -------------------------- |
|        | 国道105号  | 起点 | 仙北市西木町上桧木内字野田 |
|        | 国道341号  | 終点 | 仙北市田沢湖玉川字下水無   |

### 沿線の施設など
- 秋田内陸縦貫鉄道 秋田内陸線 上桧木内駅（国道105号経由）
- 尻高トンネル（尻高峠）